# Glomeridellidae
Glomeridellidae é uma família de milípedes pertencente à ordem Glomerida.
Géneros:
- Albanoglomus Attems, 1926
- Glomeridella Brölemann, 1895
- Latzelia
- Tonkinomeris Nguyen, Sierwald & Marek, 2019
- Typhloglomeris Verhoeff, 1898